# Cordonnet
Cordonnet ist eine Gemeinde im französischen Département Haute-Saône in der Region Bourgogne-Franche-Comté.

## Geographie
Cordonnet liegt auf einer Höhe von 325 m über dem Meeresspiegel, acht Kilometer westlich von Rioz und etwa 20 Kilometer nördlich der Stadt Besançon (Luftlinie). Das Dorf erstreckt sich im Süden des Departements, auf einer Hochfläche am Nordfuß des Hügels Côte.
Die Fläche des 10,45 km² großen Gemeindegebiets umfasst einen Abschnitt der gewellten Landschaft zwischen den Flusstälern von Ognon im Süden und Saône im Nordwesten. Der zentrale Teil des Gebietes wird von der Hochfläche von Cordonnet eingenommen, die durchschnittlich auf 340 m liegt. Sie steigt gegen Norden langsam an und erreicht auf dem Plateau von Les Aiguilles mit 381 m ihren Kulminationspunkt. Die Fläche wird überwiegend landwirtschaftlich genutzt. Südlich des Dorfes erhebt sich der isolierte Hügel Côte (386 m). Einziges oberirdisches Fließgewässer ist der Ruisseau de l’Étang du Vau, der südöstlich des Dorfes entspringt und für die Entwässerung über die Tounolle zum Ognon sorgt. Im Westen wird das Plateau durch das Trockental von Hauterive begrenzt. Mit einem schmalen Zipfel erstreckt sich das Gemeindeareal jenseits von Hauterive bis auf eine breite Kuppe der Höhe von Villers-Bouton. Hier wird mit 422 m die höchste Erhebung von Cordonnet erreicht. In geologischer Hinsicht wird das Gebiet durch mehrere parallel verlaufende Verwerfungen unterteilt, so dass Ablagerungen teils aus dem Tertiär, teils aus der mittleren Jurazeit anstehend sind.
Zu Cordonnet gehören der Weiler Hauterive (300 m) in der Talmulde am Westfuß der Hochfläche von Les Aiguilles sowie einige Einzelhöfe. Nachbargemeinden von Cordonnet sind Villers-Bouton und Fondremand im Norden, Montarlot-lès-Rioz im Osten, Chaux-la-Lotière, Étuz und Bonnevent-Velloreille im Süden sowie Oiselay-et-Grachaux im Westen.

## Geschichte
Das Gebiet um Cordonnet wurde im 14. Jahrhundert auf Veranlassung der Herren von Oiselay gerodet und urbar gemacht. Im Mittelalter gehörte Cordonnet zur Freigrafschaft Burgund und darin zum Gebiet des Bailliage d’Amont. Die lokale Herrschaft über das Dorf hatten die Herren von Oiselay inne. Zusammen mit der Franche-Comté gelangte Cordonnet mit dem Frieden von Nimwegen 1678 definitiv an Frankreich. Seit der Zeit der Französischen Revolution gehört die Ortschaft Hauterive zu Cordonnet. Heute ist das Dorf Mitglied des 33 Ortschaften umfassenden Gemeindeverbandes Communauté de communes du Pays Riolais.

## Sehenswürdigkeiten
Zu den Sehenswürdigkeiten von Cordonnet zählen die Kapelle und zwei Lavoirs, die einst als Brunnen, Waschhaus und Viehtränke dienten.

## Bevölkerung
| Jahr                       | 1962 | 1968 | 1975 | 1982 | 1990 | 1999 |
| Einwohner                  | 75   | 87   | 77   | 108  | 104  | 112  |
| Quellen: Cassini und INSEE |      |      |      |      |      |      |

Mit 147 Einwohnern (1. Januar 2022) gehört Cordonnet zu den kleinsten Gemeinden des Département Haute-Saône. Nachdem die Einwohnerzahl in der ersten Hälfte des 20. Jahrhunderts deutlich abgenommen hatte (1891 wurden noch 212 Personen gezählt), wurde seit Mitte der 1970er Jahre wieder ein leichtes Bevölkerungswachstum verzeichnet.

## Wirtschaft und Infrastruktur
Cordonnet war bis weit ins 20. Jahrhundert hinein ein vorwiegend durch die Landwirtschaft (Ackerbau, Obstbau und Viehzucht) und die Forstwirtschaft geprägtes Dorf. Heute gibt es einige Betriebe des lokalen Kleingewerbes. In den letzten Jahrzehnten hat sich das Dorf zu einer Wohngemeinde gewandelt. Viele Erwerbstätige sind deshalb Wegpendler, die in den größeren Ortschaften der Umgebung und in der Agglomeration Besançon ihrer Arbeit nachgehen.
Der Ort liegt abseits der größeren Durchgangsachsen an einer Departementsstraße, die von Oiselay-et-Grachaux nach Montarlot-lès-Rioz führt. Weitere Straßenverbindungen bestehen mit Villers-Bouton und Chaux-la-Lotière.